# بی‌نهایت (فیلم ۲۰۲۲)
بی‌نهایت (ایتالیایی: L'immensità) یک فیلم درام فرانسوی-ایتالیایی محصول سال ۲۰۲۲ به کارگردانی امانوئله کریالسه است. در این فیلم لوانا جولیانی در کنار پنه‌لوپه کروز و وینچنتسو آماتو ایفای نقش می‌کنند.

## طرح داستان
داستان فیلم در شهر رم در دههٔ ۱۹۷۰ اتفاق می‌افتد و یک خانوادهٔ جنجالی را به تصویر می‌کشد که متشکل از یک زوج متأهل ناراضی شامل کلارا (یک اسپانیایی تبعیدشدهٔ بدخلق)، شوهرش فلیس (تاجری که با منشی خود به کلارا خیانت می‌کند) و فرزندانشان آدریانا، جینو و دیانا می‌باشد. آدریانای ۱۲ ساله فرزند بزرگ خانواده، (که در هنگام تولد جنسیت زن به او اختصاص داده شده‌است) دچار دیسفوریای جنسیتی می‌شود و خود را به عنوان یک مرد می‌شناسد و نام آندرئا (نامی عمدتاً مردانه در ایتالیا) را برای خود برگزیده است. آندرئا به سارا علاقه‌مند می‌شود، دختری که هویت جنسیتی آندرئا را می‌پذیرد. آندرئا و کلارا با احساس مشترک خارجی‌بودن، به هم نزدیک‌تر می‌شوند.

## بازیگران
- لوانا جولیانی در نقش آدریانا / آدری / آندرئا[۱]
- پنه‌لوپه کروز در نقش کلارا[۲]
- وینچنتسو آماتو در نقش فلیس[۲]
- ماریا کیارا گورتی در نقش دایانا[۲]
- پاتریزیو فرانسیونی در نقش جینو[۲]
- پنه‌لوپه نیتو کونتی در نقش سارا[۲]
- آلویا رئال [it][۲]
- ایندیا سانتلا[۳]
- آئورورا کواتروکی
- ماریانجلا گرانلی[۴]
- والنتینا چنی[۴]

## تولید
فیلمنامه توسط کریالسه، فرانچسکا مانیری و ویتوریو مورونی نوشته شده‌است. این فیلم به عنوان یک محصول مشترک ایتالیایی-فرانسوی، توسط وایلدساید، برادران وارنر انترتینمنت ایتالیا، چپتر ۲، پاته و فرنس ۳ سینما تولید شده‌است.

## انتشار
این فیلم نمایش افتتاحیه خود را در هفتاد و نهمین دوره جشنواره بین‌المللی فیلم ونیز در ۴ سپتامبر ۲۰۲۲ انجام داد و قرار است در ۱۵ سپتامبر ۲۰۲۲ در ایتالیا توسط برادران وارنر پیکچرز اکران شود.

## بازخورد
در وبگاه جمع‌آوری نقد راتن تومیتوز، ٪۸۳ از ۶ بررسی منتقدان مثبت است و میانگینِ امتیاز آن ۶/۱۰ است.
لزلی فلپرین از هالیوود ریپورتر فیلم را به عنوان «یک رابطهٔ خانوادگی پر جنب‌وجوش، اما بیش از حد فشرده» خلاصه کرد.
گای لاج از ورایتی نوشت که این فیلم «به به‌طور محسوس دردناک و خالصانه درست شده، که نمی‌توان آن را کوچک نامید، اما از برخی جهاتی حساس و عجیب است که آن را ضعیف و شکننده نشان می‌دهد».
رابی کالین از تلگراف به این فیلم ۴ از ۵ ستاره داد و تصویر «خودزندگی‌نامهٔ شگفت‌انگیز» را «پرتره‌ای از غم و اندوه خانگی و ولع فرار از آن از دید یک کودک» دانست.
وندی آید از اسکرین اینترنشنال عملکرد کروز را به عنوان «تقابلی بین سوفیا لورن و یک شراره خورشیدی» برجسته دانست.
استفانی بانبری از ددلاین هالیوود معتقد است که در اعماق وجود، این فیلم «اساساً بسیار تیره‌وتار است، اما چهره‌ای لذت بخش دارد».